# Besenyszög
Besenyszög is een stad (város) en gemeente in het Hongaarse comitaat Jász-Nagykun-Szolnok. Besenyszög telt 3700 inwoners (2001).